# Marco Russo
Marco Russo (Savona, 28 settembre 1966) è un politico italiano, sindaco di Savona dal 19 ottobre 2021.

## Biografia
È il figlio dell'ex senatore Giovanni Russo.

### Attività politica
Avvocato attivo nella natia Savona dal 1994, è stato presidente provinciale delle ACLI dal 1996 al 2004; in seguito è stato capogruppo alla Provincia di Savona dal 2009 al 2014.
Nel novembre 2021 decide di candidarsi alle elezioni amministrative come sindaco della propria città, sostenuto dal Partito Democratico, da Sinistra Italiana, da Azione, Italia Viva, +Europa e altri partiti. Dopo aver ottenuto il 47,79% al primo turno, viene eletto al ballottaggio del 18 ottobre con il 62,2% dei voti contro lo sfidante di centro-destra Angelo Schirru; con la sua vittoria Savona ritorna ad essere amministrata dal centro-sinistra dopo i 5 anni di governo di Ilaria Caprioglio, uno dei due sindaci di centro-destra avuti dalla città nella sua storia.